# Mousquet (1902)
Mousquet – francuski niszczyciel z początku XX wieku, typu Arquebuse. Podczas I wojny światowej działał na wodach południowo-wschodniej Azji. 28 października 1914 roku został zatopiony przez niemiecki krążownik SMS "Emden" podczas bitwy pod Penang.
Podczas I wojny światowej niszczyciele typu Arquebuse były już przestarzałe i odpowiadały wielkością nowym torpedowcom, stąd czasami określany jest jako torpedowiec.